# 기후 민감도

기후 민감도(영어: Climate sensitivity)는 IPCC 보고서에서, 평형 실험에서의 기후민감도란 대기 중의 이산화탄소 농도를 현재보다 2배로 만든 경우에 대한 전지구평균 표면 온도에서의 평형 변화와 관련된다. 평형 기후민감도란 복사강제력의 단위 변화에 따르는 표면 기온의 평형 변화를 의미한다.